# Holstrate
Holstrate was een kasteel aan de oostzijde van het Nederlandse dorp Pey, provincie Limburg. De naam is afkomstig van de naastgelegen Houtstraat van Echt naar het Echterbos.

## Geschiedenis
Over de ouderdom van kasteel Holstrate is niets bekend. Het was een leen van het hertogdom Gelre, en het betrof geen riddermatig goed.
De eerst bekende eigenaar was afkomstig uit de familie Van Hillen, die rond 1600 het kasteel Holstrate in bezit had. In 1699 verkocht Ghysula van der Reck, de weduwe van Johan van Hillen, het kasteel met alle gronden aan jonker Willem Godfried van Brunsveld. De nieuwe eigenaar hield het kasteel niet lang in bezit want een jaar later verkocht hij het al weer aan de militair François de Chatelain.

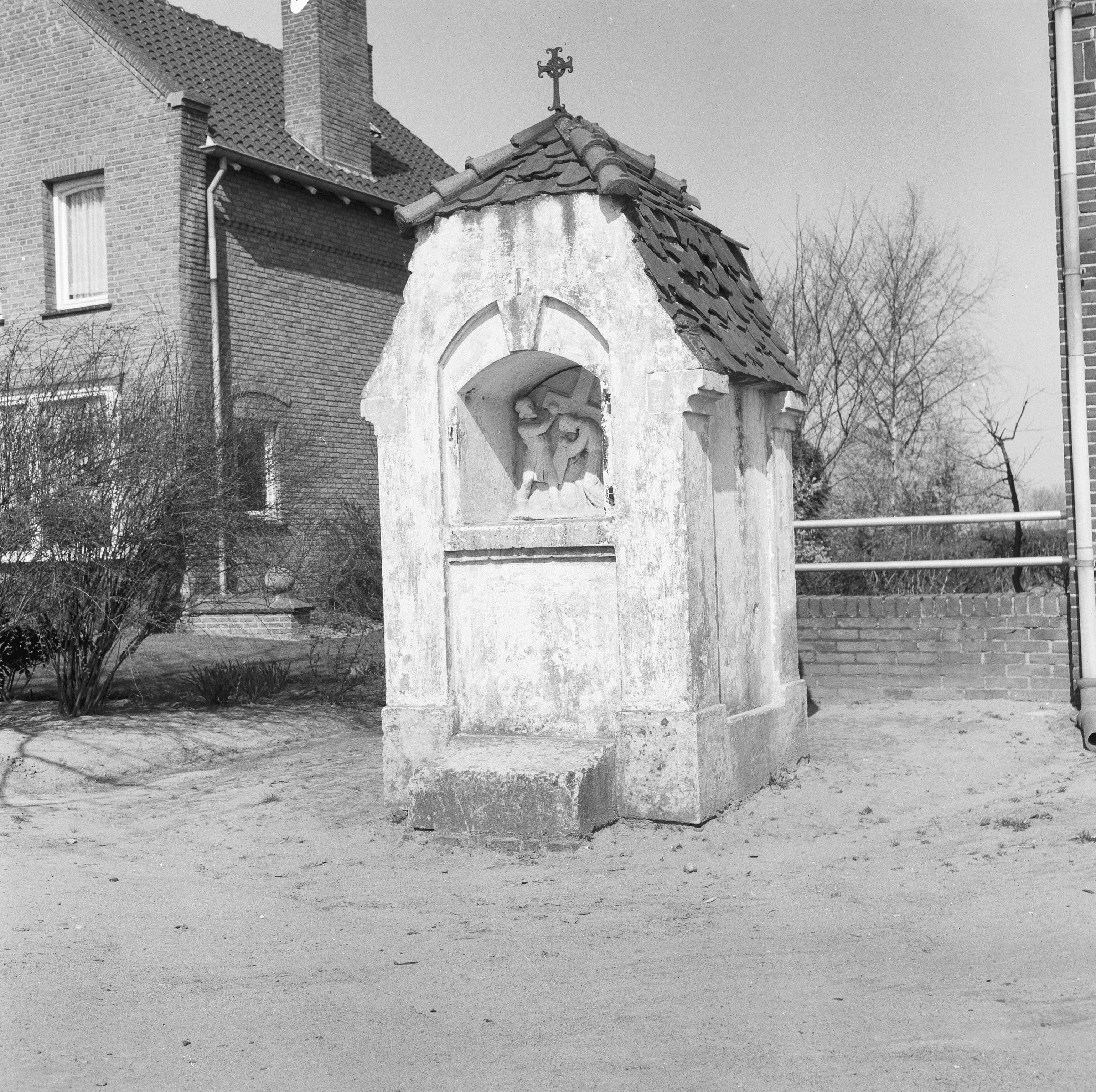
Voetval nummer 1 in 1965

De Chatelain en zijn echtgenote Maria Clara Flemmings zorgden voor een uitbreiding van het landgoed. Ook lieten zij de ‘zeven voetvallen’ bouwen: een zevental bidkapelletjes tussen het kasteel en het dorp Echterkapel. Van deze kapelletjes zijn de nummers 1, 2, 3 en 7 bewaard gebleven en als rijksmonument aangewezen.
Uit een pachtovereenkomst van 1719 wordt duidelijk dat Holstrate toen was vervallen. De pachter hoefde zelfs de eerste vier jaar geen pacht te betalen vanwege de slechte staat van de goederen.
De dochter van François en Maria, Jacoba Magdalena Francisca, trouwde met Christoffel van der Vekene, de vice-kanselier van Opper-Gelre. Hun kinderen en kleinkinderen besloten om Holstrate in 1773 te verkopen. De verkoopakte maakt nog melding van de aanwezigheid van het huis, dus het was toen nog niet afgebroken. De nieuwe eigenaren waren Jan Schoolmeesters en zijn vrouw Maria Elisabeth Smeets. Zij verkochten Holstrate echter al snel weer door aan de familie Groenen.
Wanneer het kasteel is gesloopt, is niet bekend.

## Beschrijving
Over het uiterlijk van kasteel Holstrate is vrij weinig bekend. Het was omgracht en beschikte over schuren en stallen. Op de Tranchotkaart uit begin 19e eeuw staat een rechthoekig, omgracht terrein weergegeven dat via een brug aan de westzijde toegankelijk is. Op het terrein staan diverse gebouwen rondom een binnenplaats. De afmeting van het kasteelterrein is ongeveer 100 bij 80 meter.
Van de omgrachting waren midden 19e eeuw de zuid- en oostzijde nog aanwezig. Begin 20e eeuw is het terrein verdeeld in twee losse percelen. Anno 2023 staat er een garagebedrijf op het voormalige kasteelterrein.
Aerwinkel · Kasteel Afferden · Aldt Huys · Aldenborgh · Kasteel Aldenghoor · Aldenhoven · Alte Burg · Kasteel Amstenrade · Slot Annendael · Kasteel Arcen · Baersdonck · Bakvliet · Baronsberg · Baxhof · Beegden ·  Benzenrade · Kasteel De Berckt · Kasteel Bethlehem · Beusdaelshof · Binsfeld · Huis Blankenberg · Kasteel Bleijenbeek · Blitterswijck · Boerlo · Bolberg · Bollenberg · Kasteel De Bongard · Borggraaf · Kasteel d'Erp · Kasteel Borggraaf · Kasteel Borgharen · Kasteel Born · Huis Bree · Breust · Kasteel Broekhuizen · Broekhuizen · Gracht Burggraaf · Kasteel De Burght · Kasteel Cartils · Cloppenburg (Oost-Maarland) · Kasteel Cortenbach · Huis De Dael · Dammerscheid · Kasteel De Bockenhof · De Donck (Sevenum) · De Donck (Swolgen) · De Dorth ·  Huis ten Dijcken · Kasteel Doenrade · De Doom · Douve · Douvenrade · De Dries · Kasteel Erenstein · Kasteel Eijsden · Eijsden · Einrade · Kasteel Elsloo · Ensenbroek · Eperhuis · Etzenraderhuuske · Exaten · Kasteel Eijckholt · Kasteel Eyckholt · Eys · Gastendonck · Kasteel Genbroek · Gebroken Slot · Kasteel Geijsteren · Kasteel Op Genhoes · Kasteel Genhoes · Genneperhuis · Kasteel Het Geudje · Kasteel Geulle · Kasteel Geusselt · Geijsteren · Gen Heck · Ghoor · Kasteel Goedenraad · Kasteel Grasbroek · Kasteel Groenendaal · Groethof · Groot Paarlo · Kasteel van Gronsveld · De Gun ·Kasteel Haeren · Kasteel Den Halder · Heerlaer · Heeze · Heijen · 's-Herenanstel · Kasteel Hillenraad · Kasteel Hoensbroek · Hoenshuis · Holstrate · Holtmühle · Huize Holtum · Kasteel Horn · De Horst · Huys ter Horst · Ten Hove (Grathem) · Ten Hove (Panningen) · Huis Brias · Huis Darth ·  Kasteel Hurpesch · Kasteel Sint-Jansgeleen · Kasteel Jerusalem · Kasteel Kaldenbroek · Den Kamp · Kasteel Karsveld · Kasteel Keverberg · Klein Paarlo · Klimmender Huuske · De Kolck · Koppelberg · Laar · Landsfort · Kasteel Lemiers · Kasteelruïne Lichtenberg · Kasteel Limbricht · Lonesteyn · Huize Lovendael · Mazenburg · Kasteel van Meerlo · Kasteel Meerssenhoven · Meezenbroek · Kasteel van Mheer · Middelaar · Kasteel Millen · Kasteel Montfort · Movert · Mulrode · De Munt · Château Neercanne · Kasteel Neubourg · Nienghoor · Huis Nierhoven · Kasteel Nieuwenbroeck · Nije Huys · Kasteel Nijenborgh · Kasteel Nijswiller · Nijthuysen · Kasteel Obbicht · Oedenrade · Kasteel Ooijen · Kasteel Oost (Valkenburg) · Kasteel Oost (Oost-Maarland) · Kasteel Ouborg · Overen · Kasteel Passarts-Nieuwenhagen · Prickenis · Prinsenhof · Puth · De Putting · Raath · De Raay · Ravenhof · Kasteel Reijmersbeek · Kasteel van Rijckholt · Kasteel Rivieren · Rodenbroek · Rosendaal · Kasteel Schaesberg · Kasteel Schaloen · Te Scharen · Schenkenburg · Kasteel Scheres · De Spijker (Geijsteren) · De Spijker (Leeuwen) · Huis Severen · Sibberhuuske · Château St. Gerlach · Spraland · Huis De Spyker · Huize Stalberg · Stalberg (Wellerlooi) · De Steeg · Kasteel Stein · Steinhagen · Steenen Huis · Stoel van Swentibold · Strijthagen (Landgraaf) · Strijthagen (Welten) · Struyver · Kasteel Terborgh · Terlinden (Wijnandsrade) · Terveurdt · Ter Weyer · Kasteel Ter Worm · De Tombe · Huis De Torentjes · Triest · Trippaert · Kasteel Vaalsbroek · Kasteel Vaeshartelt · Valkenburg · Vliek · De Vroenhof · Vrijburg · Kasteel Wambach · Warenberg · Well · Weyershof ·  Wijlre · Kasteel Wijnandsrade · Wijnandsrade · Wijnantshof · Wissegracht · Huize Witham · Kasteel Wittem · Wolfrath · Wylre